# Creso (Sacchini)
Creso es una ópera seria en tres actos de Antonio Sacchini, con libreto de Gioacchino Pizzi. La ópera fue estrenada en Nápoles el 4 de noviembre de 1765, el mismo año en que compuso La contadina in corte.
El libreto era uno bastante popular, que había sido musicado primeramente por Niccolò Jommelli. Creso es la ópera seria de Sacchini que más se interpreta. Gran parte de la música muestra la transformación que estaba padeciendo la forma "aria" en la opera seria. El aria estándar forma dal segno está entrelazada con ejemplos de la forma de rondó abreviado (ABAB) y arias ternarias. Parte de la música sugiere temas de las obras del muy influyente Tommaso Traetta. 

## Personajes
| Personaje                   | Tesitura         | Reparto del estreno, 4 de noviembre de 1765 (Director:) |
| --------------------------- | ---------------- | ------------------------------------------------------- |
| Creso, último rey de Lidia  | tenor            | Salvatore Casetti                                       |
| Ariene, su hija             | soprano          | Maria Antonia Girelli-Aguilar                           |
| Euriso, prometido de Ariene | soprano castrato | Giuseppe Aprile "Sciroletto"                            |
| Cratina                     | soprano          | Francesca Gabrielli                                     |
| Ciro                        | soprano castrato | Antonio Muzzio                                          |
| Sibari                      | soprano castrato | Giuseppe Fabrizi                                        |